# La Daina
La Daina és un paratge del terme municipal de Monistrol de Calders, al Moianès.
Està situat a llevant del poble de Monistrol de Calders, a ponent de la masia de Rubió, a la dreta de la riera de Sant Joan, al nord-est i a prop -quasi al damunt- del Molí d'en Sala. El Codro Llampat és a l'extrem nord-oest de la Daina. Més al seu nord-est hi ha el Bac del Coix.